# Reportér (časopis)
Reportér je český časopis, který vychází měsíčně od září 2014. Většinovým majitelem je Robert Čásenský, redakci vede Michal Musil, mezi členy redakce patří například investigativní reportér Jaroslav Kmenta, novináři Adéla Dražanová či Tomáš Poláček, kteří odešli z Mladé fronty DNES poté, co noviny koupil Andrej Babiš. Stálý tým autorů Reportéra tvoří například Marek Šálek a Zuzana Kaiserová. 
Reportážně-investigativní měsíčník má tištěnou i digitální podobu s rozsahem 130–170 stran, na kterých najdou čtenáři původní reportáže z Česka i ze zahraničí. Časopis vydává a stejnojmenný web provozuje společnost Reportér magazín s. r. o., jejímž většinovým vlastníkem je Robert Čásenský. Provoz je financován z prodeje výtisků, inzerce a podporuje ho i nadační fond Reportér - nadační fond pro podporu a rozvoj nezávislé žurnalistiky.
V dubnu 2020 oznámil Robert Čásenský, že Reportér uvede na trh novou službu nazvanou Reportér Premium: na novém webu bude každý všední den zveřejňovat rozhovory. Koncem května 2020 začaly tyto rozhovory vycházet.
V lednu 2025, po deseti letech existence Reportéra, opustil Robert Čásenský post šéfredaktora a stal se šéfredaktorem zpravodajského serveru Seznam Zprávy. Vedením redakce Reportéra byl pověřen Michal Musil, který v roce 2014 vznik magazínu spolu s Čásenským připravoval a následně v něm pracoval coby editor.

## Zaměření a autoři
Magazín používá stejný název jako časopis Reportér, který vydával Svaz čs. novinářů od ledna 1966 do května 1969, zprvu jako čtrnáctideník, později týdeník. Roku 1968 se stal jeho šéfredaktorem Stanislav Budín, příspěvky psali Jiří Ruml, Jiří Hochman, Jiří Dienstbier, Jiří Hanák, Jiří Lederer, Dušan Havlíček, Jaroslav Šedivý, ad. „Nechceme se tvářit, že na tento časopis navazujeme, protože tak to není. Ovšem práce jeho redaktorů si lze i po těch letech vážit. Považoval jsem také za slušné dát vědět posledním žijícím členům redakce, že začne vycházet časopis s tímto názvem,“ řekl v červnu 2014 zakladatel magazínu Robert Čásenský. Do prvního vydání Reportéra v září 2014 napsal krátký fejeton Jiří Hanák, jeden z novinářů, který pracoval v šedesátých letech pro zmíněný stejnojmenný časopis.
Tvůrci magazínu Reportér se při vzniku konceptu inspirovali podle vlastních slov u amerických časopisů The New Yorker nebo The Atlantic, pro které jsou typické dlouhé, propracované články. „Nechci tím říkat, že je naší ambicí být jako oni, to by bylo příliš smělé. Ale zážitku, který si lidé při čtení takových textů odnesou, bychom se rádi přiblížili… Zaměříme se na texty, které vyžadují dobré autory a zároveň dostatek času na kvalitní zpracování,“ uvedl šéfredaktor Čásenský v červnu 2014.
V první části měsíčníku, v rubrice Report vycházejí investigativní články a reportáže. Následují České počiny, které se zaměřuje na příběhy lidí, institucí i firem, kteří jsou ve svých oborech úspěšní. V každém vydání Reportéra vychází také povídka: mezi jejími autory se už mimo jiné objevili Jiří Hájíček, Alena Mornštajnová, Jaroslav Rudiš, Michal Viewegh, Ivan Klíma, Iva Pekárková, Miloš Urban, Petra Soukupová, Emil Hakl, Karol Sidon, Irena Dousková, Michael Žantovský, Martin Reiner, Jáchym Topol či Petr Placák.
Redakci Reportéra tvoří osm stálých autorů a širší okruh spolupracovníků. Mezi pravidelné patří například fotografové Tomáš Třeštík a Stanislav Krupař, své články v měsíčníku publikuje spisovatel Miloš Doležal, pravidelné komentáře píše Karel Steigerwald, od podzimu 2018 do konce roku 2021 publikovala každý měsíc sloupek Eva Turnová, na jaře 2020 začal své fejetony psát Ladislav Zibura, v říjnu 2022 ho nahradila spisovatelka Pavla Horáková. Do prosince 2016 vycházel v Reportéru pod názvem Z onoho světa pravidelný fejeton spisovatele Pavla Kohouta, v lednu 2017 se na stejném místě pod názvem Po přeslici začaly objevovat fejetony jeho dcery, spisovatelky Terezy Boučkové.

## Ocenění
Od svého vzniku v roce 2014 získal magazín Reportér různá ocenění.
- V dubnu 2015 byl Reportér vyhlášen Objevem roku v soutěži Časopis roku pořádanou Unií vydavatelů.[15]

- Reportáž Františka Šulce Foxtrot v prachu popisující práci českých vojáků v Afghánistánu na pozadí tragické smrti pěti z nich, kterou otiskl Reportér v říjnu 2014, získala Novinářskou cenu v kategorii Psaná žurnalistika: Nejlepší reportáž.[16]

- Článek Roberta Břešťana Jestli si nás Rusko koupí rozkrývající aktivity ruského byznysu v České republice, který vznikl ve spolupráci Reportéra a webu HlídacíPes.org, obdržel Novinářskou cenu 2015 v kategorii Psaná žurnalistika: Nejlepší analyticko-investigativní příspěvek.[17]

- Za reportáž Oheň, fotbal, Německo otištěnou v magazínu Reportér v květnu 2016 získala její autorka Lucie Suchá Česko-německou novinářskou cenu v kategorii Text.[18]

- Za příběh Lajkujte mě a smrt se vám vyhne otištěnou v Reportéru v únoru 2016 získala autorka, spisovatelka Dora Kaprálová Zvláštní cenu Mileny Jesenské v rámci soutěže Česko-německá novinářská cena.[18]

- Za reportáž Osoblaha (ne)buduje, (ne)tančí a (ne)zpívá publikovanou v magazínu Reportér v květnu 2016 obdržel její autor Tomáš Poláček Novinářskou cenu v kategorii Psaná žurnalistika: Nejlepší reportáž.[19]
- Za sérii reportáží Svět mimo Prahu zveřejněných v Reportéru v průběhu roku 2018 získal stálý člen redakce magazínu Marek Šálek Novinářskou cenu v kategorii Psaná žurnalistika: Nejlepší reportáž.[20]
- Za reportáž Jak to prasklo v Lipsku publikovanou v magazínu Reportér v říjnu 2018 obdržela její autorka Adéla Dražanová Česko-německou novinářskou cenu v kategorii Text.[21]
- Za sérii článků Pozadí jízdenkového procesu zveřejněnou v Reportéru v průběhu roku 2019 obdržel stálý člen redakce magazínu Jiří Štický Novinářskou cenu v kategorii Psaná žurnalistika: Nejlepší analyticko-investigativní příspěvek.[22]
- Šéfredaktor a zakladatel Reportéra Robert Čásenský získal v červnu 2022 cenu Karla Havlíčka Borovského.[23]
- Fotoreportér Stanislav Krupař získal za reportáž Šedá zóna válečná, která vyšla v magazínu v únoru 2023, Novinářskou cenu v kategorii Psaná reportáž.[24]

## Náklad a ekonomické výsledky
Tištěný náklad prvního čísla v září 2014 dosáhl 50 000 výtisků. Průměrný prodaný náklad se v květnu 2015 pohyboval kolem 27 000 výtisků. Společnost Reportér magazín vykázala za rok 2015 ztrátu 5 milionů korun při tržbách 26 milionů korun. „Projekt je plánovaný se střízlivými náklady jako dlouhodobý. Máme tříletý postupný plán vývoje“ uvedl na začátku startu časopisu šéfredaktor Čásenský.
V roce 2018 se společnost Reportér magazín dostala do provozního zisku, v roce 2019 trend potvrdila. Reportéra si začátkem roku 2020 předplácelo 11 000 čtenářů, 5 000 až 8 000 výtisků se prodávalo každý měsíc na stáncích, dalších zhruba 7 000 vydání měsíčně představovala tak zvaná partnerská vydání: ta se od počátku vydávání magazínu hromadně prodávají předem nasmlouvaným firmám – ve větším množství, ale za nižší cenu, každý z partnerů za to dostane uvnitř vydání speciální prostor pro svá marketingová sdělení.
"Magazín Reportér získal desítky tisíc pravidelných a podle reakcí i ve velké většině spokojených čtenářek a čtenářů. Příchod koronavirové krize nám ovšem situaci poněkud zkomplikoval, příjmy z reklamy v časopise i na webu poklesly prakticky ze dne na den o desítky procent," napsal šéfredaktor Robert Čásenský v dubnu 2020 v článku uvádějícím začátek crowdfundingu vybírajícího příspěvky na nový web rozhovorů Reportér Premium. Výše darů několikanásobně překročila původní cílovou částku, Reportér vybral přes 1 200 000 korun.